# Enore Boscolo
Enore Boscolo (Udine, 18 luglio 1929 – Udine, 14 aprile 2023) è stato un calciatore italiano, di ruolo attaccante.

## Caratteristiche tecniche
Giocava come ala ambidestra, ruolo nel quale si segnalava come giocatore di grande movimento. Veloce e tecnicamente discreto, era un buon realizzatore, pur eccedendo nel gioco individualistico.

## Carriera

### Club
Inizia a giocare nel Codroipo, da cui passa all'Udinese con cui esordisce nel campionato di Serie B 1946-1947 come mezzala sinistra. Nelle due stagioni successive rimane in forza ai friulani, tuttavia, non riesce a guadagnare il posto da titolare sotto il nuovo allenatore Aldo Olivieri, a causa dell'insofferenza alla disciplina e del fatto che per ragioni di studio si poteva allenare poco. Nel 1949, rifiutando le offerte di Treviso e Sandonà, passa alla Triestina, inizialmente in prestito, e in seguito viene riscattato per la somma di 5 milioni di lire. Debutta in Serie A e con gli alabardati il 4 dicembre 1949, nella vittoria per 3-0 sul Torino, realizzando una doppietta; il primo gol, messo a segno dopo pochi secondi di gioco, rappresenta la rete più veloce della Triestina in Serie A. Rimane alla Triestina per quattro stagioni consecutive, risultando il capocannoniere della squadra nel campionato 1951-1952 con 11 reti realizzate, a cui se ne aggiungono altre tre negli spareggi-salvezza contro la Lucchese. Chiude l'esperienza con i giuliani con un totale di 118 presenze e 37 reti in campionato, settimo miglior marcatore della storia del club.
Nel 1953, a causa delle difficoltà economiche della Triestina viene ceduto al Torino, che batte la concorrenza dell'Inter: nella formazione granata modifica parzialmente il proprio gioco, diminuendo il numero di reti a favore di un maggior sacrificio in copertura. Disputa comunque un campionato ad alto livello, con 32 presenze e 4 reti, e a fine stagione viene acquistato dalla Roma, voluto dal presidente Renato Sacerdoti, in un affare che coinvolge Luigi Giuliano e altri quattro giocatori. Esordisce con la maglia romanista nel derby contro la Lazio del 17 ottobre 1954, giocando nell'inedito ruolo di centravanti per la contemporanea presenza di Alcides Ghiggia e István Nyers. L'esperienza nella capitale è globalmente negativa: chiuso nel suo ruolo da Ghiggia e Nyers (tanto da chiedere di essere ceduto già in settembre), disputa 7 partite di campionato con un gol.
Nell'autunno 1955, dopo aver giocato alcune partite tra le riserve giallorosse, torna in provincia, ingaggiato in comproprietà dal Lanerossi Vicenza; anche in questo caso, tuttavia, è poco impiegato, a causa di un serio infortunio. Totalizza 11 presenze e 4 reti in campionato, tra cui una doppietta realizzata contro la Roma; a fine stagione, espressamente richiesto da Nereo Rocco, che lo aveva allenato nella Triestina, passa al Padova, che lo acquista a titolo definitivo. Con la formazione biancoscudata ritrova continuità di impiego e di rendimento, rimanendovi per tre stagioni, le ultime nella massima serie, e contribuendo da ala sinistra titolare al terzo posto nel campionato 1957-1958. Nel 1959 scende in Serie B, ingaggiato dal Taranto: disputa 8 partite di campionato, e nel 1960 chiude la carriera.

### Nazionale
Nel corso della sua militanza nella Triestina è stato convocato dapprima nella Nazionale militare, per una partita contro l'Egitto, e successivamente in Nazionale B, nella quale ha debuttato il 25 novembre 1951 nella partita contro la Svizzera. Conta anche una presenza in Nazionale giovanile, il 26 ottobre 1952, sempre contro l'Egitto.

## Palmarès
- Campionato italiano di Serie C: 1

Udinese: 1948-1949